# Brillon-en-Barrois
Brillon-en-Barrois är en kommun i departementet Meuse i regionen Grand Est (tidigare regionen Lorraine) i nordöstra Frankrike. Kommunen ligger i kantonen Ancerville som tillhör arrondissementet Bar-le-Duc. År 2022 hade Brillon-en-Barrois 713 invånare.

## Befolkningsutveckling
Antalet invånare i kommunen Brillon-en-Barrois
| Referens: INSEE |